# ジオラマ (アルバム)
ジオラマ(Diorama)は、2002年3月31日に発売されたシルヴァーチェアーのアルバム。

## 収録曲
1. アクロス・ザ・ナイト - Across The Night
2. グレイテスト・ヴュー - The Greatest View
3. ウィズアウト・ユー - Without You
4. ワールド・アポン・ユア・ショルダー - World Upon Your Shoulder
5. ワン・ウェイ・ミュール - One Way Mule
6. ツナ・イン・ザ・ブライン - Tuna In The Brine
7. トゥー・マッチ・オブ・ノット・イナフ - Too Much Of Not Enough
8. ラヴ・ユア・ライフ - Luv Your Life
9. レヴァー - Lever
10. マイ・フェイヴァリット・シング - My Favorite Thing
11. アフター・オール・ジーズ・イヤーズ - After All These Years